# Polybioides
Polybioides är ett släkte av getingar. Polybioides ingår i familjen getingar.
Kladogram enligt Catalogue of Life:
| Polybioides | \| \| Polybioides angustus \| \| \| \| \| \| Polybioides gracilis \| \| \| \| \| \| Polybioides melaina \| \| \| \| \| \| Polybioides psecas \| \| \| \| \| \| Polybioides raphigastra \| \| \| \| \| \| Polybioides tabidus \| \| \| \| |
|             | \| \| Polybioides angustus \| \| \| \| \| \| Polybioides gracilis \| \| \| \| \| \| Polybioides melaina \| \| \| \| \| \| Polybioides psecas \| \| \| \| \| \| Polybioides raphigastra \| \| \| \| \| \| Polybioides tabidus \| \| \| \| |
|             | Polybioides angustus |
|             | |
|             | Polybioides gracilis |
|             | |
|             | Polybioides melaina |
|             | |
|             | Polybioides psecas |
|             | |
|             | Polybioides raphigastra |
|             | |
|             | Polybioides tabidus |
|             | |